# Ekwador na Mistrzostwach Świata w Lekkoatletyce 2015
Ekwador na Mistrzostwach Świata w Lekkoatletyce 2015 – reprezentacja Ekwadoru podczas Mistrzostw Świata w Pekinie liczyła 5 zawodników, z których żaden nie zdobył medalu.

## Występy reprezentantów Ekwadoru

### Mężczyźni
| Konkurencja   | Zawodnik         | Runda 1  | Runda 1 | Półfinał | Półfinał | Finał        | Finał   |
| Konkurencja   | Zawodnik         | Rezultat | Pozycja | Rezultat | Pozycja  | Rezultat     | Pozycja |
| ------------- | ---------------- | -------- | ------- | -------- | -------- | ------------ | ------- |
| Bieg na 200 m | Alex Quiñónez    | DSQ      | DSQ     | NQ       | NQ       | NQ           | NQ      |
| Chód na 20 km | Mauricio Arteaga | —        | —       | —        | —        | 1:25:50      | 37.     |
| Chód na 20 km | Andrés Chocho    | —        | —       | —        | —        | DSQ          | DSQ     |
| Chód na 50 km | Andrés Chocho    | —        | —       | —        | —        | 3:46:00 (AR) | 8.      |

### Kobiety
| Konkurencja   | Zawodniczka       | Runda 1  | Runda 1 | Półfinał | Półfinał | Finał    | Finał   |
| Konkurencja   | Zawodniczka       | Rezultat | Pozycja | Rezultat | Pozycja  | Rezultat | Pozycja |
| ------------- | ----------------- | -------- | ------- | -------- | -------- | -------- | ------- |
| Bieg na 100 m | Narcisa Landazuri | 11,48    | 35.     | NQ       | NQ       | NQ       | NQ      |
| Chód na 20 km | Paola Pérez       | —        | —       | —        | —        | 1:32:12  | 16.     |